# Pattabong Tea Garden
Pattabong Tea Garden is een census town in het district Darjeeling van de Indiase staat West-Bengalen. De plaats werd vernoemd naar de hier aanwezige theeplantage, een van de grootste in het gebied.

## Demografie
Volgens de Indiase volkstelling van 2001 wonen er 1.633 mensen in Pattabong Tea Garden, waarvan 49% mannelijk en 51% vrouwelijk is. De plaats heeft een alfabetiseringsgraad van 75%.